# Cilane
Die Europäische Adelskommission, französisch La Commission d’information et de liaison des associations de noblesse d'Europe, kurz Cilane oder C.I.L.A.N.E., ist eine Austausch- und Vernetzungsorganisation europäischer Adelsverbände. Sie wurde 1959 in Paris gegründet. Ihre Aufgaben sind die Vernetzung der Mitglieder von Adelsorganisationen und deren Jugendarbeit. Die Geschäftssprache ist Französisch.

## Geschichte
Die Organisation wurde am 29. April 1959 in Paris von Vertretern französischer, deutscher, österreichischer, italienischer und russischer Adelsorganisationen gegründet. 1987 erfolgte der Beitritt der Adelsverbände Belgiens, Spaniens, der Schweiz, Portugals und der Austritt Österreichs, 
1990 der Beitritt Schwedens, 1996 der Beitritt Finnlands, der Niederlande und des Vatikans, 2006 der Ungarns und 2008 der Maltas.

## Mitgliedsverbände
- Belgien: Association de la Noblesse du Royaume de Belgique (ANRB)
- Dänemark: Dansk Adels-Forening (DAF)
- Deutschland: Vereinigung der Deutschen Adelsverbände (VdDA)
- Finnland: Maison de la Noblesse Finlandaise-Riddarhuset
- Frankreich: Association d’Entreaide de la Noblesse Française (ANF)
- Großbritannien: Commission and Association for Armigerous Families of Great Britain (AFGB)
- Italien: Corpo della Nobilita Italiana (CM)
- Malta: Committee of Privileges of the Maltese Nobility (aufgenommen im April 2008)
- Niederlande: Nederlands Adelvereniging (NAV)
- Päpstlicher Adel: Réunion de la Noblesse Pontificale (RNP)
- Portugal: Associação da Nobreza Histórica Portugal (ANHP)
- Russland: Союз Дворян - Union de la Noblesse Russe (UNR)
- Schweden: Maison de la Noblesse Suédoise-Riddarhuset
- Schweiz: Association de Familles Suisses (AFS)
- Spanien: Real Asociación de Hidalgos de España (RAHE)
- Ungarn: Magyar Történelmi Családok Egyesülete (aufgenommen im Oktober 2006)

## Aufgaben
Zum Zwecke des Erhalt der Adelskreise organisiert die Organisation Jugendaustausche sowie einmal jährlich stattfindende internationale Jugendtagungen. Außerdem pflegt die Cilane ein Verzeichnis ihrer Mitglieder, um Kontakte zu vermitteln.